# Trudove (Saki)
|  | Per a altres significats, vegeu «Trudovoie». |

Trudove (en (ucraïnès) Трудове, en rus: Трудовое) és un poble de la República Autònoma de Crimea, a Ucraïna, que el 2014 tenia 1.423 habitants. Pertany al districte rural de Saki.